# 超魔神伝説
超魔神伝説 （ちょうましんでんせつ）は、魔神英雄伝ワタルから派生し、魔神（ロボット）をメインとした関連作品。数年後にアニメ化された『超魔神英雄伝ワタル』とは直接には関係しない。魔神英雄伝ワタルシリーズの魔神はデフォルメ体型でシンプルな形状だったが、本作に登場する魔神は人間に近いリアル体型にアレンジされ、全身の体表に装飾状のレリーフが施されているのが特徴。

## あらすじ
数千年の昔、世界は魔神によって支配され長き戦いが続けられていた。戦いの中、平和を求める龍神族は戦いに勝利を収め、魔神達を封印し人の前から姿を消した。そして数千年後、封印が破られた魔神は邪神となって蘇ってしまった。イムナジア国のアクァス、ナリス、ルース達は再び人の前に現れた龍神族の伝説の龍神族五勇士と出会い、邪神族と戦うことになる。

## 魔神

### 龍神族
剣王龍神丸（ソードマスターりゅうじんまる、Sword Master RYUUJINMARU）
龍神族として最初に覚醒した剣の名主の戦士。大地を司る緑の宝玉を持つ。体表のレリーフは「静かなる緑の大地」と呼ばれ、無口ながらも人を慈しむ心を持っている。武器は龍神の剣、龍神の盾、小龍刀を持つ。
龍帝龍星丸（ドラゴンマスターりゅうせいまる、Dragon Master RYUUSEIMARU）
第二の龍神族で、両肩に二匹の無双龍（青き月の龍、赤き月の龍）を潜ませている龍使い。水を司る青き宝玉を持つ。皇帝龍の秘密を握るただ一人の魔神といわれる。龍星の槍と龍翼盾を持つ。
魔導王龍星丸（マジックマスターりゅうせいまる、Magic Master RYUUSEIMARU）
龍帝龍星丸が異空間より呼び寄せた獅子の盾を両肩に装着することにより変身を遂げた新たなる姿。ある使命を帯びているといわれている。破邪閃光の剣（ライトニングボルト）と魔龍の杖、獅子の盾を持ち、武双青龍（陽龍、陰龍）を従えている。
翼王新星龍神丸（ウィングマスターニューりゅうじんまる、Wing Master NEW RYUUJINMARU）
巨大な翼を持ち大空での戦いを得意とする龍神族。光を司る黄色の宝玉を持つ。武器は龍撃弓（りゅうげききゅう）。
斧王龍王丸（アックスマスターりゅうおうまる、Axe Master RYUUOUMARU）
斧を得意とする龍神族最大のパワーを持つ龍神族。火を司る燈色の宝玉を持つ。飛行形態、飛竜へ変形が可能。武器は超龍斧（ちょうりゅうふ）。

### 邪神族
邪帝黒龍角（じゃてい こくりゅうかく、JATEI KOKURYUUKAKU）
「天空の6宝玉」のうち生命の宝玉を奪い、帝王世界（マスターワーズ）制圧のため魔神軍団、邪神族を組織する。
虎王邪虎丸（タイガーマスターじゃこまる、Tiger Master JAKOMARU）
邪神族の三大幹部の一人だが、第5の龍神族とも噂されている。背中に翼を持ち、邪虎変形態へ変形する。
ドンゴロ（DONGORO）
邪神族の三大幹部の一人。
ガッタイダー（GATTAIDER）
邪神族の三大幹部の一人。
闇帝龍神丸（ダークマスターりゅうじんまる、Dark Master RYUUJINMARU）
邪帝黒龍角が剣王に対抗するために生命の宝玉を分かち創造した魔神。暗黒をエネルギーとするため剣王を上回るパワーを持つといわれる。黒龍角より金色の龍撃剣と黒龍の盾を授かる。
ツインカーメン（TWINKHAMUN）

## メディアミックス

### 小説
著者は荒川稔久、イラストは鵜飼美樹、岡本英郎。1991年に執筆された、龍神丸など魔神がリアル頭身となり、テレビシリーズとは関係しないオリジナルストーリーとして展開されたシリーズ。大陸書房よりネオファンタジー文庫として出版されたが出版社が倒産した影響で2巻までの未完となっている。

### 漫画
漫画版は別冊コロコロコミックスペシャルで『ソードマスター剣王龍神丸』のタイトルで1990年10月から1991年6月まで連載された。著者はたかや健二。

### プラモデル
キットは先行してガレージキットが発売され、その後タカラからもプラモデルで剣王龍神丸や闇帝龍神丸、龍帝龍星丸、魔導王龍星丸が発売された。